# اتحادیه ملی حیات‌وحش

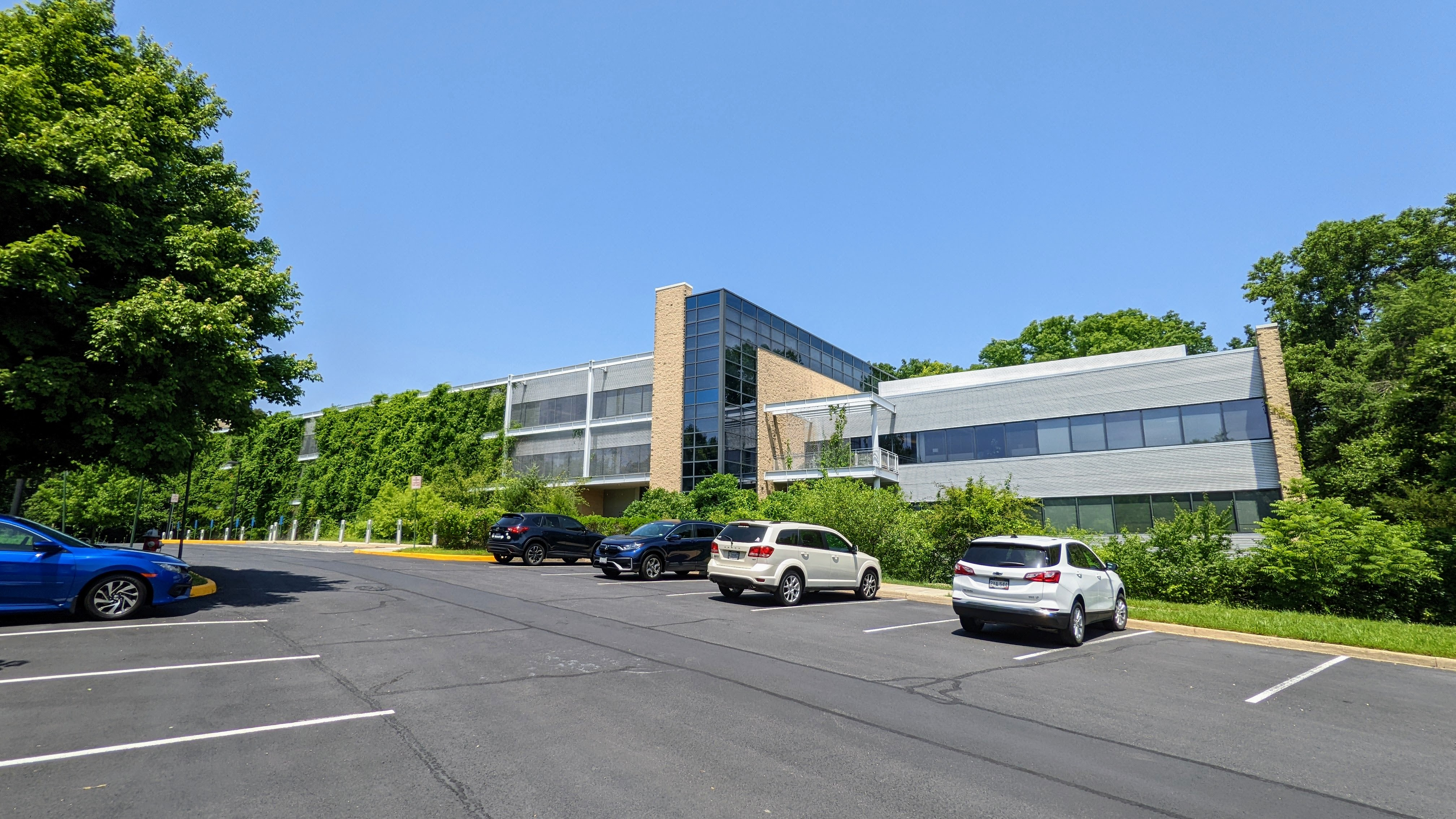
اتحادیه ملی حیات وحش

اتحادیه ملی حیات‌وحش (به انگلیسی: National Wildlife Federation) بزرگترین سازمان خصوصی و غیرانتفاعی هوادارای و آموزش نیکداشت حیات‌وحش در ایالات متحده است که بیش از چهار میلیون عضو و حامی دارد و ۴۸ سازمان ایالتی و ناحیه‌ای وابسته دارد. این سازمان در سال ۱۹۳۶ تأسیس شد. این سازمان تلاش می‌کند تا خودش را «یک شبکه ملی از گروه‌های ایالتی و ناحیه‌ای همخو و هم‌عقیده که به دنبال راه‌حل‌های متعادل و با خرد جمعی برای مسائل محیط زیستی مناسب برای مردم و حیات وحش هستند» نگه دارد. شعار این سازمان «دعوت از آمریکایی‌ها برای پاسداشت حیات وحش برای فرزندان آینده‌مان» است. مقر این سازمان در رستون، ویرجیانا است.